# アイデンティティ (お笑いコンビ)
アイデンティティは、田島直弥と見浦彰彦からなる日本のお笑いコンビ。太田プロダクション所属。

## メンバー
田島 直弥 （たじま なおや　1984年〈昭和59年〉5月11日 - ）（41歳）
神奈川県出身。
身長174cm。体重59kg。血液型O型。
ボケ・ネタ作成担当。立ち位置は向かって左。
サッカー、絵画が特技。中学生時代までサッカー漬けの毎日で、その時は本気でプロを目指していたほどだった。
Mr.Childrenの大ファン。
お笑いに目覚めたのは小学生の時で、サッカークラブの祝賀会にて酔っ払ったお父さんの物真似をしたところ大ウケし、その時に笑いを取ることの気持ち良さを知ったという。
Jリーグ・川崎フロンターレのファンであり、自身のツイッターでも度々フロンターレに関する呟きをしている。
2017年のR-1ぐらんぷりで「アイデンティティ田島」の名前で出場し、ドラゴンボールの主人公・孫悟空の声優で有名な野沢雅子のものまねネタで準決勝まで進出。
近年は野沢雅子のものまねネタが定着しており、テレビで注目されるまでは年収が20万円程度であったが、2018年は月収が100万円近くまで急増したことを明かしている。
2019年1月、自身のツイッターにて2018年12月25日に20代の一般女性と入籍していたことを発表した。
特技は似顔絵を描くことで、自身のYouTube動画では、アニメや漫画のキャラや見浦の似顔絵の早描き（時間は1人のキャラにつき1分が目安。見浦がタイマーで計り、描き終えたら時間を発表する）を披露する。ギター演奏も得意で、ゆずの「夏色」やDISH//の「猫」、tuki.の「晩餐歌」などを演奏、その腕前を披露している。
2023年末に声帯にポリープができたことで物真似ができなくなったと明かす。年明け2024年1月には完治したと発表した。
見浦 彰彦 （みうら あきひこ　1984年〈昭和59年〉9月20日 - ）（40歳）
広島県呉市出身。
身長163cm。体重54kg。血液型O型。
ツッコミ担当。立ち位置は向かって右。
メガネが特徴。空手は初段の資格を持っている。特技は他にボイスパーカッションとしている。「ヨイショー！」が口癖。
YouTubeのオープニングでは、「ヨイショー！アイデンティティの見浦彰彦です！よろしくどうぞ！今回ももちろんこの方（田島）です！ザン！」まででワンセット。
顔が男性ブランコの平井まさあきや、やさしいズの佐伯元輝に似てる。
指を立てるだけ、または手の甲を付けるだけでの腕立て伏せが出来る。
昔からお笑い好きで、「『爆笑オンエアバトル』を見ているうちに、芸人になりたいという思いが強くなっていった」という。
2017年5月28日、女優の串田えみと結婚したことを発表。

## 来歴
2人とも高校卒業後、2003年に専門学校東京アナウンス学院芸能バラエティ科に入学し、お笑いの活動を開始。同期にはせじも（ねじ）などがいた。
当時2人は別々のコンビを組んでおり、2人ともボケ担当だった。
その後、見浦曰く「田島の出す、言葉のセンスとボケが好きになって」、自分のポジションをツッコミに変えるというつもりで田島にコンビを組むことを持ちかけるも、田島がまだ当時のコンビで活動中だったことや「お前はツッコミ向きじゃない」などと言われ破談。後に田島の組んでいたコンビが解散した時に、“誠意の印”としてネタ帳を田島に渡して再度結成の話を持ちかけた。それを見た田島は「全然面白くなくて、更に悩んだ」とのことであったが最後は見浦の熱意を受ける形でこれを了承、2004年1月9日にコンビ結成へ至った。
東京アナウンス学院は2005年3月に卒業、その後太田プロダクション所属となった。太田プロダクションで比較的芸歴が近いのは酒井健太（アルコ＆ピース）や柳原可奈子、また他事務所ではオリエンタルラジオやはんにゃ・トレンディエンジェル・フルーツポンチなどといったNSC東京校10期生や三四郎・ニッチェなどともほぼ同期にあたる。
2016年11月3日、田島が『DB芸人コントライブ「超コント伝説」』に出演。それ以降はR藤本との共演、DB芸人としての活動が増える。
太田プロライブ「月笑」の年間最終戦となるクライマックスシリーズで2017・2018年と2年連続で優勝。2018年は野沢雅子のものまねだけに頼らない形で勝利を掴んだ。
M-1グランプリでは2017年から3年連続で準々決勝進出。それ以前にも出場していたがいずれも序盤で敗退している。ラストイヤーを迎えた後の2021年からはR藤本を加えたユニット「アイデンR」で参加し、3回戦に進出している。

## 芸風
- 漫才 ・コント両方を行う。後半の方でそのテンポが速めになっていくということがよくある。
- 新しいネタはライブで試し、そこでウケが悪ければ即ボツにしている[12]。
- 田島は野沢雅子のものまねネタを持ち[18]、ものまねを交えたコントや漫才も時折行う。
  - 演じているのは野沢の役の中でもほとんど『ドラゴンボール』の孫悟空風の声であり[19]、R藤本に悟空の別名である「カカロット」と呼ばれていたりと、ロケやイベントにおいても野沢雅子ではなくほぼ悟空として扱われ、自身も仮装中は大半は悟空として振る舞う。
  - しかし時折、孫悟飯、バーダック、ゴクウブラックなどのドラゴンボールキャラや『銀河鉄道999』の星野鉄郎など、悟空以外にも野沢が演じたキャラクターのものまねを行う事もある。キャラクターではなく素の野沢雅子自身のものまねもする。また、同じく野沢が担当していた「わかさ生活」のCM風の声色も持ちネタにしているため同社に営業で呼ばれたこともある[20]。
  - このキャラクターでのネタにおいては定番の台詞に「御年80の大（でえ）ベテランだ!」などがある[21]。この時の衣装はクリーム色のジャケットに緑のインナー、赤いかつら でありかつらは一度熱湯に漬けて一晩乾かし、ヘアカーラー（英語版）で巻くという作業をしている[22]。
  - 演じるキャラクターが明らかに悟空であってもあくまで扮するのは野沢雅子というスタンスを貫いていたが、2023年の5月9日（悟空の日）に孫悟空そのものに扮した姿を披露した[23]。
- 田島が野沢雅子に扮している際は、見浦も人造人間17号（『ドラゴンボール』のキャラクター）[24]、に扮する場合もある。ただし、『まろに☆え～るTV』など、田島だけがコスプレをして見浦は素で出演するケースは多い[注 1]。
  - 17号のコスプレをしている最中でも口癖は変わらず、当たり前のように17号の口調で「ヨイショー」と口にする[26]。
  - 見浦は他にも鳥山明（ロボット）[27]、堀井雄二などに扮したことがある。稀にW野沢雅子として見浦もで野沢雅子に扮することもある。

## エピソード
- 見浦がはなの舞で野沢本人を見かけたことをきっかけにして、元々ドラゴンボール好きだった田島に勧めて2015年11月にお笑いライブ『月笑』で野沢のものまねネタ（当時は声まねのみ）を試したところ、周りの反応が良くなり先輩芸人から「これ、絶対にキャラになるから大事にしていったほうがいいよ」と言われた[22][28]。2016年年始の『月笑』から見た目も、野沢に扮してネタを行っている[28]。以後、田島は野沢が出演するアニメや映像を細かく研究し続けている[29]。
- 2017年のR-1ぐらんぷりでは田島が野沢のものまねネタを披露し準決勝まで進出した。決勝には進んでいないにもかかわらず赤江珠緒に「決勝で一番印象に残った芸人」としてラジオ番組で名を挙げられ、同年のR-1決勝審査員だった清水ミチコも「天才的」と田島を褒めていた[5]。
- 一方で、大のドラゴンボールファンであるタレント・横山だいすけは、「悟空の声で下品なことを言うのが許せない」として、野沢のものまねネタには腹を立てている[30]。
- 田島自身も「野沢雅子が普段から悟空口調で話す」「DBキャラに悟空ではなく野沢雅子が混じっている」という事自体をツッコミ所としたネタのつもりでやっているのだが、それに違和感を持たれず普通になってきている事に困惑しており、「一回みんな思い出してほしい」「野沢雅子さんはオッス！とか言わない」と語っている[31]。
- 見浦の17号のモノマネは野沢ネタの一環でたまたま生まれたもので最初から狙った訳ではない。元々はモノマネが似ていない事を笑い所としていたため、見浦が徐々にクオリティを上げて来たことに対して田島は「ダメじゃないですか」と語っている[32]。
- 2017年12月11日に行われた太田プロの事務所ライブ『月笑2016クライマックスシリーズ』にて、火災報知器との決勝戦での争いの末に初優勝を果たす[33]。
- 見浦は結婚前、串田えみの父には最初は会わせてもくれなかったがコンビが野沢のものまねネタでブレイクし始めると、串田の父からも許しを得て結婚することができたという。これについて見浦は「野沢さんは神です」と話している[29]。
- 10月25日の野沢の誕生日には田島のツイッターに祝福のメッセージが届くという現象が起こっており、SNSを利用していない野沢の代わりとしてメッセージを受け取ることもある[34]。
- M-1グランプリラストイヤーとなった2019年には準々決勝に進出し、田島が野沢ものまねをせずに素顔で登場するが見浦は人造人間17号のものまね姿で舞台に上がり[35]、それまでの芸風の変遷や芸人としての苦悩そのものをネタにするという漫才を披露した。
- まろに☆え〜るTVにおいても、見浦はMCという立場や素で出演する関係上、常識人のツッコミ役としての立ち位置となっているが、普段の言動から番組内でおバカ疑惑を掛けられてしまい、「天下－（マイナス）学力テスト」に「成績如何ではMCを一丁と交代させる」という名目で参加させられる[36]。結果はワースト3はギリギリ免れたものの、中学入試～中学1年レベルの5教科のテストで合計229点だった（田島は合計305点）[37]。

## 賞レースでの戦績

### M-1グランプリ
| 年度   | 成績         | 会場                       | 日時       | 備考                                          |
| ------ | ------------ | -------------------------- | ---------- | --------------------------------------------- |
| 2004年 | 1回戦敗退    |                            |            |                                               |
| 2005年 | 2回戦進出    | パナソニックセンター       | 2005/10/30 |                                               |
| 2006年 | 1回戦敗退    |                            |            |                                               |
| 2007年 | 2回戦進出    | ラフォーレ原宿             | 2007/11/03 |                                               |
| 2008年 | 3回戦進出    | ルミネtheよしもと          | 2008/11/14 |                                               |
| 2009年 | 2回戦進出    | ラフォーレミュージアム原宿 | 2009/11/06 |                                               |
| 2010年 | 3回戦進出    | よしもとプリンスシアター   | 2010/11/13 |                                               |
| 2015年 | 2回戦進出    | 雷5656会館ときわホール     | 2015/10/15 |                                               |
| 2016年 | 2回戦進出    | 雷5656会館ときわホール     | 2016/10/12 |                                               |
| 2017年 | 準々決勝進出 | 浅草公会堂                 | 2017/11/03 |                                               |
| 2018年 | 準々決勝進出 | NEW PIER HALL              | 2018/11/06 |                                               |
| 2019年 | 準々決勝進出 | NEW PIER HALL              | 2019/11/19 | ラストイヤー                                  |
| 2021年 | 3回戦進出    | よしもと有楽町シアター     | 2021/10/31 | 2人にR藤本を加えたユニット「アイデンR」で出場 |
| 2022年 | 3回戦進出    | よしもと有楽町シアター     | 2022/11/01 | 2人にR藤本を加えたユニット「アイデンR」で出場 |

### その他
- 2017年 キングオブコント 準々決勝進出

## 出演

### テレビ
レギュラー

#### 過去のレギュラー
- とちぎ発!旅好き!（とちぎテレビ、2012年4月12日-2013年3月7日）
- バクモン学園〜鬼教師・太田と委員長・田中と芸人30人の物語〜（テレビ朝日、2017年3月24日[注 2]、2017年4月3日 - 2018年3月27日）
- まろに☆え〜るTV
  - まろに☆え〜るTV〜とちぎの旅!ワクワクすっぞ!〜[44]（とちぎテレビ、2018年2月1日 - 2018年3月29日）
  - まろに☆え〜るTV-Z（とちぎテレビ、2018年10月1日 - 2019年2月25日）
  - まろに☆え〜るTV超（スーパー）（とちぎテレビ、2020年10月8日 - 2024年12月26日）※YouTubeでも配信

#### 単発・スペシャル
- 頭脳バトルBRAIN-X（BS日テレ）
- ヤンチャ黙示録（テレビ東京）
- お笑い登龍門 ガッハ（フジテレビ721） 第15回に出演
- 太田プロライブ月笑（テレ朝チャンネル）
- ダチョ・リブレ（テレ朝チャンネル）
- 浜ちゃんと!（日本テレビ系列局 、2007年10月16日・23日）
- ゲームレコードGP（MONDO21、2007年 - 複数回出演）
- 爆笑オンエアバトル（NHK総合）戦績5勝5敗 最高505KB
- オンバト+（NHK総合）戦績8勝7敗 最高517KB
  - 爆笑オンエアバトルでは初挑戦から3連敗と不調だったが、2008年1月18日放送回で4回目の挑戦で初オンエア(この時披露した『親切』というネタは、2020年6月17日にアレンジ版が公式YouTubeチャンネルにアップされた)。次の挑戦回となる同年4月10日放送回では505KBを記録すると同時にトップ通過を果たした。後継番組のオンバト+でもオーバー500とトップ通過を果たしている。しかし、爆笑オンエアバトルとオンバト+の両方を合わせてオーバー500とトップ通過を何度も経験しているにもかかわらず、勝率は両方合わせて5割程度であり、成績は当たり外れが激しくなっている。また、オンバト+では視聴者投票があったが、彼らは1000票程度と番組の高得点とは対照的にあまり票数が良くない事が多かった。爆笑オンエアバトルの初挑戦から漫才で挑戦していたが、オンバト+最後の挑戦となる2013年11月30日放送回ではコントを披露した。しかし、結果は353KBでオフエアだった。
- ものまねバトル☆CLUB（日本テレビ、2008年2月21日）見浦のみ
- エンタの天使（日本テレビ、2008年9月3日） キャッチコピーは『童顔のエリクソン魂』
- エンタの神様（日本テレビ、2008年9月6日） キャッチコピーは「あやふやな存在意義」
- お笑い図鑑 ハマヌキ（tvk）
- めチャぶり!（メ〜テレ、2012年）
- 孤独のグルメ Season1 第10話（テレビ東京、2012年3月8日） - 芸人を目指す学生 役[45]
  - Season9 第6話（2021年8月14日） - 芸人客 役[46]
- 有吉ベース（フジテレビONE 、2016年8月9日/コンビ・23日/見浦のみ）
- 爆笑ネタ合戦!笑札!!（ytv、2016年8月30日）
- 爆笑そっくりものまね紅白歌合戦スペシャル（フジテレビ系列、2016年9月2日初出演、2017年1月6日、6月2日、9月8日、2018年5月11日、9月21日 - 複数回出演）
- 超ハマる!爆笑キャラパレード （フジテレビ系列、2016年9月24日初出演、10月15日・22日・29日、12月10日、2017年1月28日 - 複数回出演）
- 嵐にしやがれ（日本テレビ系列、2016年11月19日）
- うわっ!ダマされた大賞 （日本テレビ系列、2016年12月30日、2017年10月2日、2013年12月29日）
- ウチのガヤがすみません! （日本テレビ系列、2017年1月15日、6月6日・20日）
- お願い!ランキング（テレビ朝日、2017年3月6日初出演 - 複数回出演）
- じわじわチャップリン（テレビ東京系列 、2017年3月18日・25日）
- 特捜警察ジャンポリス（テレビ東京、2017年4月1日）
- にちようチャップリン（テレビ東京系列、2017年4月9日・16日・23日、9月24日、11月26日、12月24日、2018年3月11日、4月29日）
- 行列のできる法律相談所（日本テレビ系列、2017年7月2日）
- めちゃ×2イケてるッ!（フジテレビ系列、2017年8月5日）
- バズリズム （日本テレビ系列、2017年9月22日）
- ENGEIトライアウト （フジテレビ系列、2017年9月22日）
- 鉄オタ選手権〜近鉄電車の陣〜（NHK総合、2017年10月1日）田島のみ
- 佳代子の部屋〜真夜中のゲーム会議〜 （フジテレビ、2017年10月6日・27日）田島のみ
- 新春レッドカーペット（フジテレビ系列、2018年1月1日）キャッチコピーは「飛び出せ!笑いのかめはめ波」
- バズリズム02 （日本テレビ系列、2018年1月5日）
- ダウンタウンのガキの使いやあらへんで!（日本テレビ系列、2018年1月6日）田島のみ
- 勇者ああああ〜ゲーム知識ゼロでもなんとなく見られるゲーム番組〜 （テレビ東京、2018年1月12日、2月16日、9月7日）
- 良かれと思って! （フジテレビ系列、2018年2月14日、3月28日）田島のみ
- オールスター後夜祭（TBS 、2018年4月1日、10月7日、2019年4月7日[47]、TBS）[48] - 第2回で見浦は最下位となり永久追放、以降は田島のみ
- 有田P おもてなす（NHK総合、2018年4月21日、11月10日）
- 水曜日のダウンタウン（TBS、2018年5月23日）田島のみ
- 採用!フリップNEWS（中京テレビ 、2018年6月14日・21日）
- くりぃむナンチャラ（テレビ朝日、2018年7月6日・13日）
- 探検バクモン（NHK総合、2018年7月11日）田島のみ
- 有吉ゼミ （日本テレビ系列、2018年9月3日、2020年2月10日）田島のみ
- 有吉の壁（日本テレビ系列、2018年9月23日、2020年9月9日(未公開)）
- ネタパレ （フジテレビ系列、2018年10月12日）
- 芸能人格付けチェック 2019 お正月スペシャル!（ABCテレビ、2019年1月1日）- 結果は予選敗退。
- そっくりツイートGP 似すぎてジワる（TBS、2019年3月25日）リツイート数1位、4位動画出演
- それって!?実際どうなの課 （日本テレビ系列、2019年4月24日 - 2021年9月22日、複数回出演）
- 東野幸治の宇宙科学特捜隊 アインシュタイン先生、世界は“ひも”でできていました！（朝日放送、2019年9月21日）田島のみ
- エージェントWEST!（朝日放送テレビ 、2019年10月19日・27日）
- NHKバーチャル紅白歌合戦 （NHK総合、2020年1月1日）田島のみ
- ヒルナンデス!（日本テレビ系列、2020年3月25日）
- S☆1 BASEBALL「横浜DeNA×巨人」（TBSテレビ系列、2021年4月17・18日）両日とも田島のみ
- 東大王　(TBSテレビ系列、2021年6月30日)田島のみ
- ラヴィット(TBSテレビ系列、2021年9月21日 - 複数回出演)
- それSnowManにやらせてください （TBS系列、2023年10月20日）

### テレビドラマ
- 孤独のグルメ Season9 第6話    （2021年8月14日、テレビ東京）  - 芸人客 役

### ラジオ
- 鷹の爪団の世界征服ラヂヲ（TOKYO FM、2017年1月12日）
- 清水ミチコとナイツのラジオビバリー昼ズ（ニッポン放送、2017年3月23日）
- 爆笑問題カーボーイ（TBSラジオ、2017年10月17日）
- ysta presentsコエチャン！-VOICE CHAMPION GRANDPRIX-（TOKYO FM、2018年8月3日 - 2018年12月28日）
- 金曜JUNK バナナマンのバナナムーンGOLD（TBSラジオ、2019年4月12日深夜）
- NISSAN あ、安部礼司〜BEYOND THE AVERAGE（TOKYO FM、2019年9月1日）
- アイデンティティの超でぇ雑談（Audee、2020年8月5日 - 2023年5月31日）
- ミッドナイト・ダイバーシティー〜正気のSaturday Night〜（2021年4月11日 - 2024年9月15日、JFN）
- ナインティナインのオールナイトニッポン（ニッポン放送、2021年10月21日）

### MV
- プピリットパロ・ロマンティックあげるよ（2021年）[49]
- プピリットパロ・No.1（2023年）[50]

### インターネット

#### 現在のレギュラー
- R藤本の水曜はじけてまざれ!（ニコニコ生放送、2020年4月1日 - ）見浦のみ

#### 過去のレギュラー
- まろに☆え〜るTV
  - まろに☆え〜るTV〜復活のM〜（YouTube、2018年7月31日 - 2018年9月26日）毎月1回配信
  - まろに☆え〜るTV-GT（YouTube、2019年5月4日 - 2020年3月27日）
  - まろに☆え〜るTV-改（GYAO!、2020年10月13日 - 2020年12月29日、休止中[51]）過去の名作を再編集した番組

#### 単発・スペシャル
- 新生紀ドラゴゲリオンZ（ニコニコ生放送、2017年3月19日/田島のみ、2017年12月10日/コンビ - 複数回ゲスト出演）
- R藤本の水曜はじけてまざれ!（ニコニコ生放送、2017年5月3日 - 複数回ゲスト出演[注 3]）

### DVD
- 劇団ひとり×YOU THE ROCK★ ヤンチャ黙示録（Vol.1〜13）

### イベント
- GO!SHIODOMEジャンボリー『SHIODOMEエンタグランプリ チャンピオン大会』第2位

### ライブ
- 太田プロ NEW WAVE LIVE
- 太田プロライブ 月笑
- お笑い青田買いライブ
- DBナイト関連ライブ（2016年11月3日 - ）※不定期出演
- DB芸人バーサスライブin大宮（大宮ラクーンよしもと劇場、2018年1月30日 - ）※不定期出演

- 劇団アニメ座
  - アニメ座vsDB芸人 OMIYA GALAXY（大宮ラクーンよしもと劇場、2017年9月26日）
  - 劇団アニメ座DB超（ルミネtheよしもと、2017年11月23日）
  - 劇団アニメ座ハイブリッド 舞台俳優は伊達じゃない!（CBGKシブゲキ!!、2018年4月8日）